# ببا
ببا مدينة مصرية تابعة لمحافظة بني سويف، وتبعد عن عاصمة المحافظة مسافة 20 كيلو متر، وتبعد عن محافظة القاهرة حوالي 140 كم . يشمل مركز ببا الوحدة المحلية للمدينة وتضم وحدات قروية مثل طنسا وسدس وقمبش وصفط راشين وهلية وجزيرة ببا، ويضم المركز49 قرية و105 عزبة. تشتهر بزراعة النباتات الطبية والعطرية وزراعات الموز ومزرعة سدس ومحطة البحوث الزراعية.

## أصل الاسم
يأتي اسم المدينة مباشرة من اسمها في اللغة القبطية وهو بَبو (ⲡⲁⲡⲟ). هناك عدة تفسيرات لهذا الاسم القبطي، أرجحها ما ينسب الاسم إلى الملك الفرعوني بيبي الأول، من الأسرة السادسة الفرعونية. وهناك رأي يقول بأن كلمة ببا هي كلمة فرعونية تعني الزهرة الكبيرة، وتفسير آخر يقول بأن خلال المملكة المصرية (الفرعونية) الحديثة كان اسمها بأ-مأ أو بر-بأ-مأ (pꜣ-mꜣ أو pr-pꜣ-mꜣ).

## تاريخ

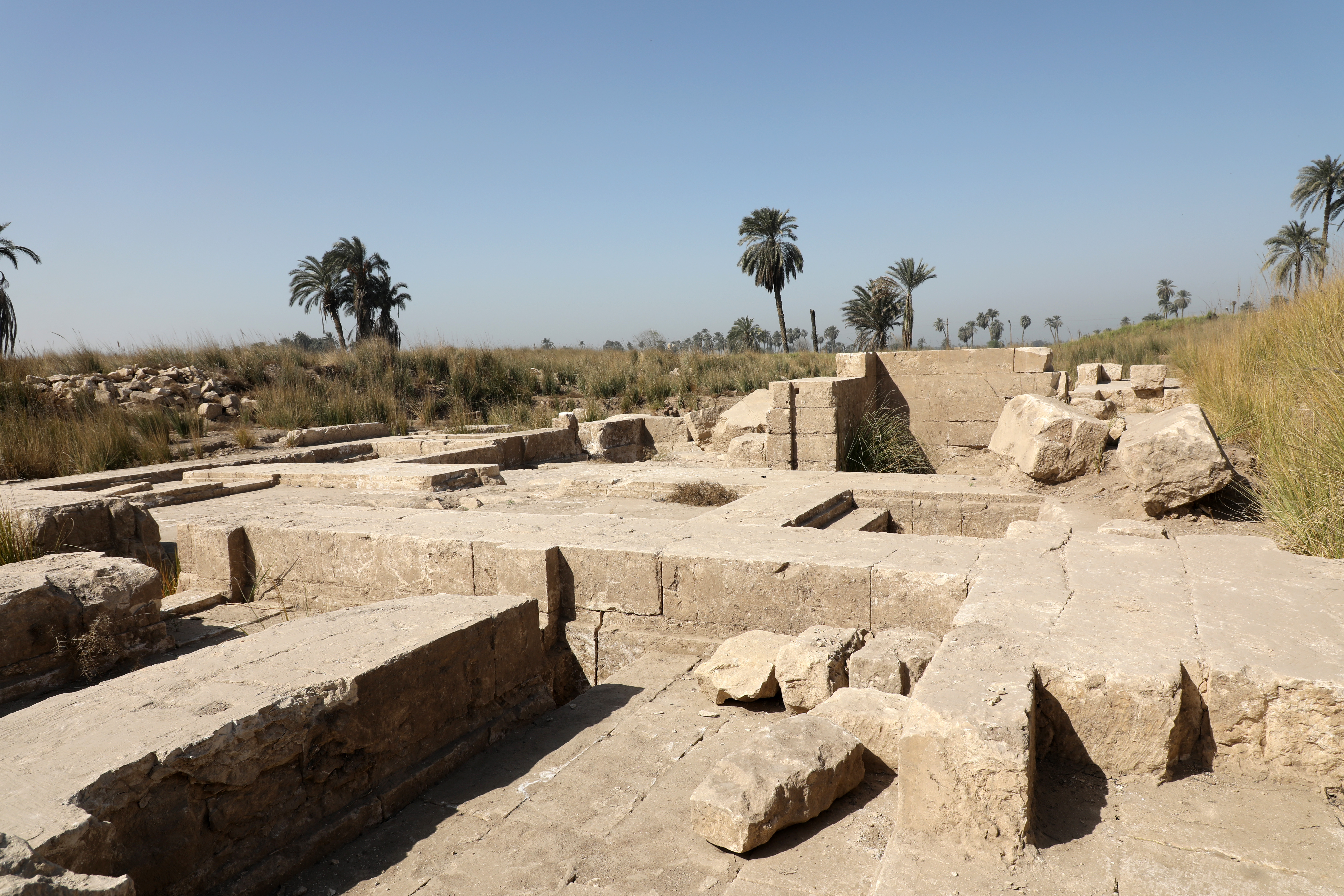
معبد الإلهة إيزيس بجبل النور، ببا

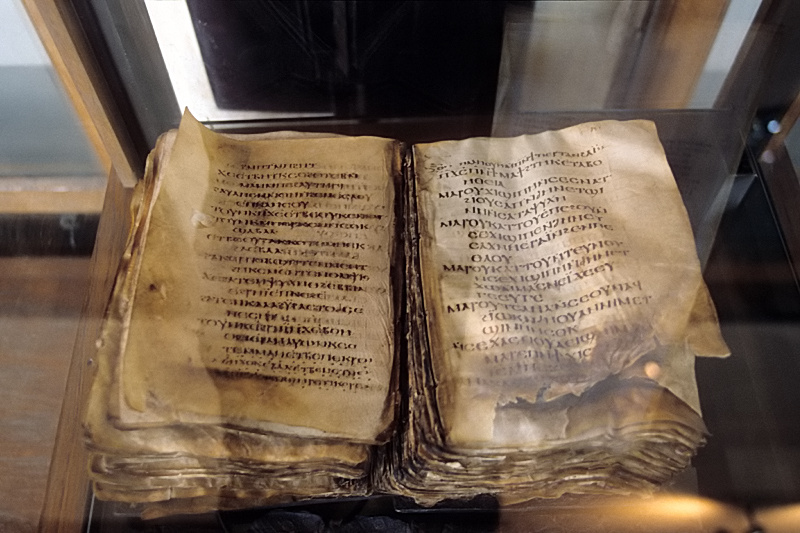
كتاب مزامير داود باللغة القبطية، المتحف القبطي بالقاهرة

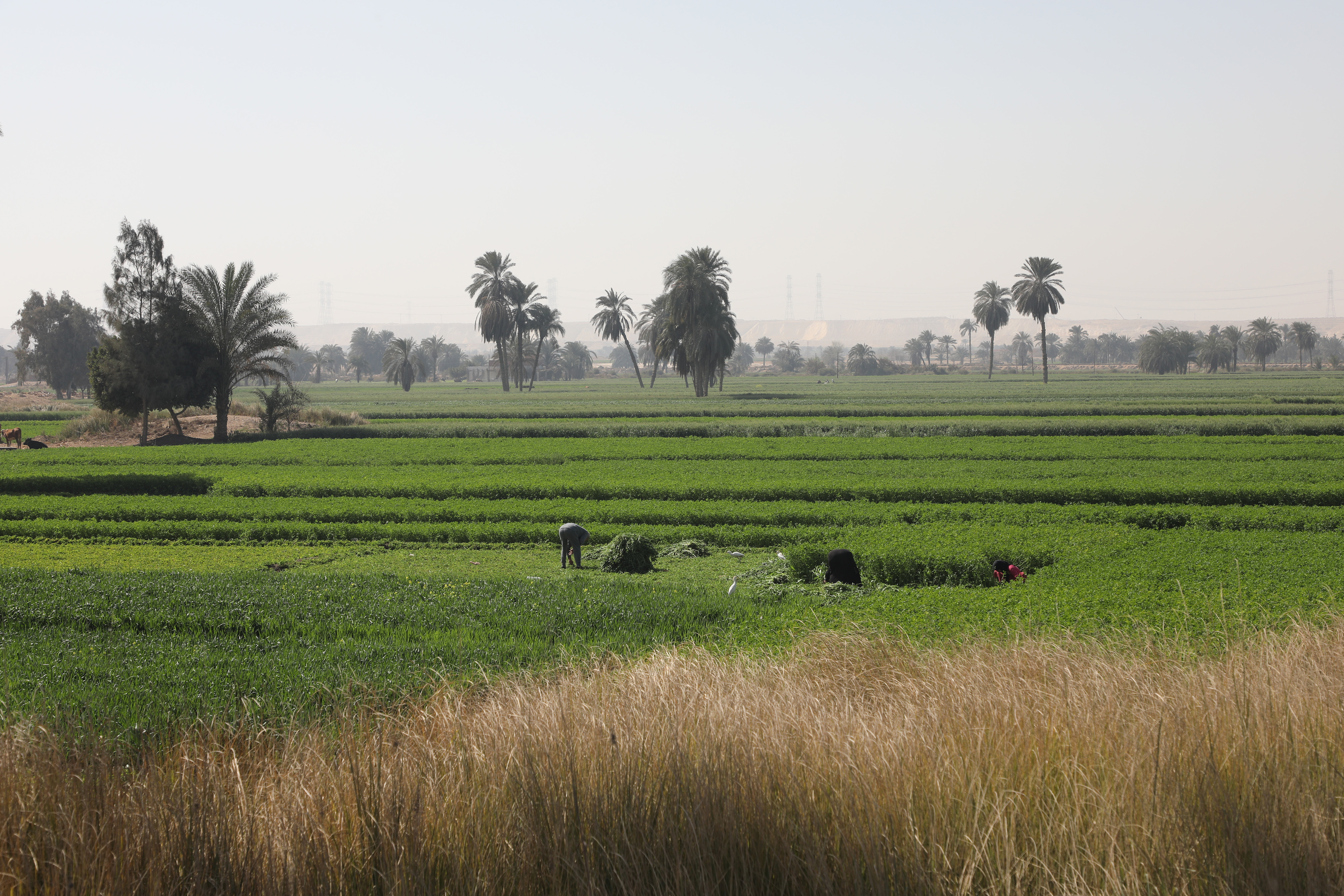
صورة لحقل، ببا

لمدينة ومركز ببا تاريخ طويل يعود إلى العصور المصرية القديمة، أي العصور الفرعونية، فهي من القرى المصرية القديمة، واسم المدينة يأتي مباشرة من اسمها القبطي (بَبو ⲡⲁⲡⲟ) ويمكن تتبعه لاسم الملك الفرعوني بيبي الأول، من الأسرة السادسة الفرعونية. تاريخ ببا ينعكس في المناطق الأثرية بها، بدءاً من الأثار الفرعونية، كمنطقة معبد الإلهة إيزيس بجبل النور الأثرية، بقرية جبل النور؛ وتبعد مدينة ببا كيلومترات قليلة من آثار قرية دشاشة التي يعود تاريخها للأسرة الخامسة الفرعونية، والمعروضة آثارها بالمتحف البريطاني ومتحف بيتري للآثار المصرية. مروراً بالأثار القبطية، فيوجد بببا منطقة آثار المضل، بقرية المضل، وهي منطقة ذات أهمية أثرية كبيرة لتاريخ وتراث مصر القبطي، فقد عثر بتلك المنطقة على مقبرة بها مومياء لطفلة صغيرة وبداخل المقبرة عثر على كتاب مزامير داود مكتوباً باللغة القبطية على ورق الرَق المصنوع من جلد الحيوان، وكان الكتاب موضوعاً تحت رأس مومياء الطفلة، وذلك يماثل ما كان يفعله المصريون القدماء في العصور الفرعونية بكتاب الموتى، ويدل ذلك على استمرار الممارسات والطقوس المصرية القديمة في تلك المنطقة، كما وجد أيضاً مع كتاب مزامير داود عنخ (مفتاح الحياة، وهو رمز مصري فرعوني قديم) متصلاً به بخيوط جلدية. نقل الكتاب، أي كتاب مزامير داود، إلى المتحف القبطي بالقاهرة، حيث خصص له قاعة كاملة للعرض، فهو يعد من أهم الاكتشافات الأثرية وأهم الاكتشافات التي تخص تاريخ وتراث مصر القبطي، حيث أنه أقدم مخطوط لمزامير داود باللغة القبطية أو أي لغة أخرى، والمخطوط الوحيد الكامل لمزامير داود في العالم؛ إلى جانب اكتشاف العديد من الأواني الفخارية والحلي والأكفنة الصوفية المعروفة بالقباطي والأقمشة المحلاة بالنقوش القبطية، وغيرها؛ كما تكمن أيضاً أهمية هذا الاكتشاف الأثري العظيم، أي كتاب مزامير داود، في أنه من أقدم كتب العالم من أي نوع، وفي أن طريقة تجليده وترتيبه وتغليفه بغلاف خشبي مبطن وترقيمه وتسطيره تؤكد أن الصورة الحالية المعروفة للكتاب (الكودكس codex) بدأت في مصر، وهو بالفعل ما يؤكده بعض الباحثين في دراستهم لكودكس سيناء، وهو من نفس حقبة كتاب مزامير داود أو كودكس المضل كما يسميه دارسينه؛ ويدل هذا الاكتشاف أيضاً على مدى التقدم الثقافي لهذه المنطقة المصرية في تلك الفترة. يوجد بببا أيضاً كاتدرائية يعود تاريخها للقرن السادس الميلادي، إلى جانب العديد من الكنائس بالمدينة وبالقرى بها، مثل كنيسة مارجرجس بالمدينة وكنيسة الأنبا أنطونيوس والأنبا بولا، وكنيسة القديسة مريم العذراء بسدس وكنيسة مارمرقس الكاروز بعزبة مرقس وكنيسة العذراء مريم ببني هاشم وكنيسة الشهيد مارجرجس بطرشوب، وغيرهم. يوجد أيضا بببا بعض المعالم ذات الطابع الإسلامي، فيوجد بها قبر الأمير أحمد شديد بسدس، وهو أحد أمراء الجيش العربي بقيادة عمرو بن العاص عند وصوله إلى مصر، وقد دفن الأمير أحمد شديد حيث قتل أثناء المقاومة الدامية التي واجهت الجيش العربي من قبل سكان شمال صعيد مصر، أي شمال مصر الوسطى، والتي شملت منطقة البهنساوية والبهنسا بأكملها، ومن الكتب التي تتناول قصة هذه المقاومة كتاب فتوح البهنسا.
كان لمدينة ببا وأهل القرى بها دور بارز في المقاومة ضد الاحتلالات، فأثناء الاحتلال الفرنسي قاومت ببا وقراها قوات الجنرال ديزيه، ومن قصص المقاومة المعروفة ضد الاحتلال الفرنسي هي قصة الطفل عبد الستار آدم ابن قرية الفقاعي بببا، والبالغ من العمر وقتها 12 عاماً، ويوجد مدرسة في ببا تحمل اسم هذا الطفل الشجاع، وهي مدرسة عبد الستار الفقاعي، وهو الملهم لرواية الثائر الصغير للكاتب محمد عبد الحافظ ناصف. وأثناء الاحتلال الإنجليزي قام سكان المدينة والقرى بطرد الإنجليز وقطع خطوط السكة الحديد. فسكان ببا والقرى بها هم من ذوي الطابع المصري الريفي الذي لا يخنع لمحتل ولا يقبل بتدخل الغرباء، وهو نفس طابع المدن والمراكز الأخرى المحيطة بهم.
ما زالت منطقة شمال مصر الوسطى غير مستكشفة بالكامل من الناحية الأثرية، فالعديد من الأثار قد فقد نتيجة للعوامل البيئية، ولكن يتوقع البعض وجود العديد من الأثار الغير مستكشفة بعد في مجمل المنطقة، وهو حال جميع المناطق المصرية نظراً لتاريخ مصر القديمة الفرعوني الحافل.

## معالم
- منطقة المضل الأثرية التابعة لقرية بني عقبة.
- قبرالأمير أحمد شديد بسدس.
- كنيسة الشهيد ماري جرجس بمدينة ببا.
- منطقة آثار جبل النور.
- قرية سياحية بغياضة الشرقية

## اقتصاد
يشتهر مركز ببا بزراعة النباتات الطبية والعطرية وزراعات الموز ومزرعة سدس ومحطة البحوث الزراعية.

## الســــكان
بلغ عدد سكان مركز ببا 385528 نسمة، وذلك في 1/1/2013.

## المساحة
تبلغ مساحة مركز ببا 1010 كم2، أما المنطقة المأهولة منها تبلغ مساحتها 170 كم2.

## التقسيم الإداري
- المنطقة الشمالية: السلطاني السلطاني، كفر المناشي كفر المناشي، طحا البيشة طحا البيشة، بني قاسم بني قاسم، كفر منصور كفر منصور، بني عوض، وبني محمد

```
, البرنقة البرنقة، طنسا طنسا، طوه طوه، الملحيات الملحيات ( وهي عبارة عن مجموعة من القري الصغيرة التي كانت موطن للصيادين علي النيل فأطلق عليها اسم الملحيات لذلك ؛ ومنها ملحية علي جمعة التي تكاد تكون أشهرهم ) ومجموعة من العزب الصغيرة مثل علي كيلاني وبني أحمد وبني عتمان وغيرها . 
```

- المنطقة الغربية: طرشوب، أبو دخان، أبو شربان، صفط راشين، قمبش الحمراء ومجموعة من العزب الصغيرة
- المنطقة الجنوبية: سدس والفقاعي، المشارقة والزاوية وغيرها من القري ومجموعة من العزب الصغيرة .
- المنطقة الشرقية: جزيرة ببا( وهي عبارة عن قرية تحتل جزيرة وسط النيل ) وغياضة الشرقية وجبل النور .

## أعلام المدينة
ومن الشخصيات التاريخية التي عاشت في مدينة ببا أو في القري التابعة لها:
- عبد الرحمن الجبرتي ابن قرية الفقاعي ،
- بطرس بطرس غالي أمين عام الأمم المتحدة السابق ابن عزبة غالي.
- اللواء أركان حرب حسن علام، اغتيل مع الرئيس السادات في حادث المنصة، من قرية كوم الصعايدة وهي إحدى قرى مركز ببا.